# Semecarpus travancorica
Semecarpus travancorica är en sumakväxtart som beskrevs av Richard Henry Beddome. Semecarpus travancorica ingår i släktet Semecarpus och familjen sumakväxter. Inga underarter finns listade i Catalogue of Life.